# Euthelepus atlanticus
Euthelepus atlanticus är en ringmaskart som beskrevs av Hartman och Fauchald 1971. Euthelepus atlanticus ingår i släktet Euthelepus och familjen Terebellidae. Inga underarter finns listade i Catalogue of Life.